# Copa Central de 2017
A Copa Central na modalidade futebol americano foi realizado em uma única temporada no ano de 2017. Teve como participantes as equipes do Distrito Federal: Brasília V8, Brasília Madkings e Santa Maria Bulldogs e um time de Goiânia: O Goiânia Guarás. Foi um torneio idealizado pela Equipe do Brasília V8. Apoiado pela Allsports e reconhecido pela FeFAC. Foi um torneio que proporcionou ao campeão a inclusão na BFA - Acesso em 2018. Como o Brasília V8 não participou dessa edição ficou com a vaga para a temporada de 2019.   

## Temporada2017
A Copa Central teve como participantes as equipes do Brasília V8, do Madkings FA, do Santa Maria Bulldogs e do Goiânia Guarás. O torneio se iniciou na fase semifinal em jogos de ida e volta. Após sorteio, ficou definido que o Goiânia Guarás enfrentaria o Brasília V8, enquanto o Santa Maria Bulldogs enfrentaria o Madkings FA. A disputa do terceiro lugar ficou entre Madkings FA e Goiânia Guarás, após perderem a vaga da final na soma dos placares agregados nas semifinais. A final foi decidida entre o Brasília V8 e o Santa Maria Bulldogs. Após esses confrontos o Brasília V8 sagrou-se como o primeiro e único campeão da Copa Central na temporada de 2017. 
| Etapa             | Data           | Mandante             | Placar | Visitante            | Local    |
| ----------------- | -------------- | -------------------- | ------ | -------------------- | -------- |
| Semifinal - IDA   | 07 de Outubro  | Goiânia Guarás       | 00-13  | Brasília V8          | Goiânia  |
| Semifinal - IDA   | 14 de Outubro  | Santa Maria Bulldogs | 33-14  | Madkings FA          | Brasília |
| Semifinal - VOLTA | 28 de Outubro  | Madkings FA          | 16-17  | Santa Maria Bulldogs | Brasília |
| Semifinal - VOLTA | 22 de Outubro  | Brasília V8          | 22-06  | Goiânia Guarás       | Brasília |
| Disputa 3º Lugar  | 26 de Novembro | Madkings FA          | 34-20  | Goiânia Guarás       | Brasília |
| Final             | 18 de Novembro | Brasília V8          | 12-07  | Santa Maria Bulldogs | Brasília |

## Resultado da Edição
| Ano / Edição      | Organizador | Paticipantes | Campeão     | Vice-campeão         | 3º colocado | 4º colocado    |
| ----------------- | ----------- | ------------ | ----------- | -------------------- | ----------- | -------------- |
| 2017 / 1ª (única) | FeFAC       | 4 (quatro)   | BRASÍLIA V8 | Santa Maria Bulldogs | Madkings FA | Goiânia Guarás |

1. ↑  «Liga Nordeste 2016». Salão Oval. Consultado em 3 de fevereiro de 2020